# Microbiología industrial
Microbiología industrial o biotecnología microbiana es el ámbito de la microbiología orientado a la producción de elementos de interés industrial mediante procesos en los cuales intervenga, en algún paso, un microorganismo. Por ejemplo, la producción de: alimentos (fermentación del vino, pan o cerveza) y suplementos (como los cultivos de algas, vitaminas o aminoácidos); biopolímeros, como el xantano, alginato, celulosa, ácido hialurónico, polihidroxialcanatos; biorremediación de entornos contaminados o tratamiento de desechos; así como la producción de principios activos de interés en medicina, como la insulina y hormona del crecimiento o de sustancias implicadas en el diagnóstico, como las Taq polimerasas empleadas en PCR cuantitativa.
No obstante, durante el siglo XX su aplicación se diversificó con el ánimo de generar un gran número de compuestos químicos complejos de forma más sencilla y barata que mediante síntesis orgánica; este hecho se debe a la enorme versatilidad metabólica de los microorganismos que, frecuentemente, son capaces de producir los compuestos deseados o sus precursores. Por ejemplo, la microbiología industrial ha sido clave en la producción de penicilinas, ya naturales, como la penicilina G (esto es, producidas de forma totalmente microbiológica), ya semisintéticas, como la meticilina, que requieren la purificación de un intermediario que luego ha de modificarse química o enzimáticamente. Finalmente, la tecnología del ADN recombinante ha permitido, con un enfoque de ingeniería genética, diversificar aún más la disciplina, llegando a producirse proteínas humanas mediante microorganismos transformados con genes humanos.

## Microorganismos industriales
Los microorganismos industriales pueden presentar propiedades pobres de desarrollo, perdida de capacidad de esporulación y propiedades celulares y bioquímicas alteradas. Aunque estas cepas pueden desarrollarse muy bien en las condiciones altamente especializadas del fermentador industrial, pueden presentar un crecimiento pobre en los ambientes naturales muy competitivos. Aunque la fuente de todas las cepas industriales es el ambiente natural, a medida que los procesos industriales se han ido perfeccionando a lo largo de los años, diversas cepas industriales se han ido depositando en colecciones de cultivo en distintos países. Cuando se patenta un nuevo proceso industrial, se debe dejar una cepa capaz de llevar a cabo ese proceso en una colección de cultivos reconocida.
Hay varias colecciones de cultivos que sirven como almacén de cultivos microbianos. Si bien estas colecciones de cultivos pueden servir como una fuente accesible de cultivos, la mayor parte de las empresas industriales se niegan a depositar en las colecciones de cultivo sus mejores cepas.